# Switłana Nowiczenko
Switłana Ołeksandriwna Nowiczenko (ukr. Світлана Олександрівна Новіченко, ur. 27 grudnia 1982 w Kijowie) – ukraińska wioślarka.

## Osiągnięcia
- Mistrzostwa Świata Juniorów – Zagrzeb 2000 – dwójka podwójna – 6. miejsce[1].
- Mistrzostwa Świata – Mediolan 2003 – ósemka – 8. miejsce[1].
- Mistrzostwa Świata – Eton 2006 – ósemka – 12. miejsce[1].
- Mistrzostwa Europy – Poznań 2007 – ósemka – 5. miejsce[1].
- Mistrzostwa Świata – Linz 2008 – czwórka bez sternika – 7. miejsce[1].
- Mistrzostwa Europy – Ateny 2008 – ósemka – 6. miejsce[1].
- Mistrzostwa Europy – Brześć 2009 – ósemka – 3. miejsce[1].
- Mistrzostwa Europy – Montemor-o-Velho 2010 – ósemka – 4. miejsce[1].